# Benjamin Nissner
Benjamin Nissner (auch Benjamin Nißner; * 30. November 1997 in Wien) ist ein österreichischer Eishockeyspieler,  der seit Mai 2021 beim EC Red Bull Salzburg in der Österreichischen Eishockey-Liga unter Vertrag steht.

## Karriere
Benjamin Nissner begann seine Karriere in der Jugendabteilung der Vienna Capitals. Er entwickelte sich fortan zum harten Arbeiter und wurde in der Saison 2015/16 zum ersten Mal in den Profikader berufen. Dort erzielte er in 27 Spielen zwei Assists. Fortan wechselte er zwischen U20- und der Kampfmannschaft, bewies sich jedoch als fixer Bestandteil des EBEL-Teams.
Gemeinsam mit Ali Wukovits und Ty Loney wechselte Nissner im Mai 2021 zum EC Red Bull Salzburg.

## Erfolge und Auszeichnungen
- 2017 Österreichischer Meister mit den Vienna Capitals
- 2019 EBEL-YoungStar des Monats Jänner
- 2022 Österreichischer Meister mit EC Red Bull Salzburg

## Karrierestatistik
(Legende zur Spielerstatistik: Sp oder GP = absolvierte Spiele; T oder G = erzielte Tore; V oder A = erzielte Assists; Pkt oder Pts = erzielte Scorerpunkte; SM oder PIM = erhaltene Strafminuten; +/− = Plus/Minus-Bilanz; PP = erzielte Überzahltore; SH = erzielte Unterzahltore; GW = erzielte Siegtore; 1 Play-downs/Relegation; Kursiv: Statistik nicht vollständig)